# 约翰内斯堡大学
约翰内斯堡大学是一所位于南非约翰内斯堡的公立大学，它是通过南非几所大学在2005年的合并形成了的。拥有9个系和90多个部门，四个校区吸纳了超过48000名学生，也是南非共和国最大的大学之一。
2019年， 约翰内斯堡大学授予时任中共中央总书记、中国国家主席习近平工程学荣誉博士